# Albatros B.III
Albatros B.III byl německý vojenský průzkumný dvouplošník, který se zúčastnil 1. světové války, vyráběný společností Albatros Flugzeugwerke.

## Vývoj a popis
Letoun B.III vznikl pokračováním vývoje úspěšných strojů B.I a B.II. Trup letounu byl podobný jako u jeho předchůdců polonosné konstrukce, která byla potažena překližkou.

## Specifikace (B.III)
Technické údaje pocházejí z publikace „Biplanes, Triplanes, and Seaplanes“.

### Technické údaje
- Posádka: 2 (pilot, pozorovatel)
- Rozpětí: 11 m
- Délka: 7,8 m
- Výška: 3,15 m
- Nosná plocha: 40,12 m²
- Plošné zatížení: ? kg/m²
- Prázdná hmotnost: 723 kg
- Vzletová hmotnost: 1 071 kg
- Pohonná jednotka: 1× řadový motor Mercedes D.II
- Výkon pohonné jednotky: 120 k (90 kW)

### Výkony
- Cestovní rychlost: ? km/h ve výšce ? m
- Maximální rychlost: 120 km/h (75 mph) ve výšce ? m
- Dolet: 4 h
- Dostup: 3 000 m (9 840 stop)
- Stoupavost: ? m/s (? m/min)

## Uživatelé
Německá říše
- Luftstreitkräfte
- Kaiserliche Marine

#### Související vývoj
- Albatros B.I
- Albatros B.II

#### Podobná letadla
- Royal Aircraft Factory B.E.2